# Wild 'n Out
Wild 'N Out é um programa de televisão sobre comédia que foi criada e apresentado pelo comediante Nick Cannon. Ele estreou em 28 de julho de 2005, na MTV e concluiu no Verão de 2007.
Em novembro de 2012, a MTV anunciou que a série iria voltar em 2013 depois de um hiato de seis anos. A série vai seguir enquanto ele procura alta e baixa para os mais novos futuras estrelas de comédia, juntamente trazendo de volta familiares de temporadas anteriores da série. Também vai contar com elenco original da série. O episódio de estréia da quinta temporada teve 1,1 milhões de espectadores no total, tornando-o classificado de maior transmissão da história da MTV.
Em novembro de 2014, Wild 'n Out foi renovada para uma sétima temporada.
A mostra foi renovada para uma oitava temporada e vai voltar para Los Angeles, onde as quatro primeiras temporadas foram gravadas.